# Conistra camastra
Conistra camastra là một loài bướm đêm trong họ Noctuidae.